# Яйкарово
Яйка́рово (рос. Яйкарово, башк. Яйҡар) — присілок у складі Абзеліловського району Башкортостану, Росія. Входить до складу Баїмовської сільської ради.
Населення — 157 осіб (2010; 187 в 2002).
Національний склад:
- башкири — 99%